# 1812・崩壊
『1812・崩壊』（1812・ほうかい）は、長谷川哲也による日本の漫画作品。『ヤングキングアワーズ』（少年画報社）にて前後編の読み切り作品として掲載された。
1812年のロシア遠征における、ナポレオン率いる大陸軍の進軍と敗退を描いた歴史漫画で、後に連載される『ナポレオン -獅子の時代-』の原型となった作品でもある。『ナポレオン -獅子の時代-』で何度も連呼される「大陸軍（グランダルメ）は世界最強ォォ」というセリフは、既に作中で使用されている（ただし「大陸軍」のルビは「グランドアルメ」となっている）。
この漫画は単行本に収録されず、長らく再掲載に恵まれなかったが、2022年2月25日付で前後編が電子書籍化された（同じ境遇にあった『ナポレオン 〜獅子の時代〜 ミュラ外伝 色僧』と同日に電子書籍化されたが、本作に『ナポレオン 獅子の時代』関連の名義は加えられていない）。

## あらすじ
ロシアと戦争をする為、ナポレオンは50万人の大陸軍を率いて進軍した。行軍の苛酷さに自殺する者が続出する中、最初に到着したヴィルナの街は、ロシア皇帝が退却し無人の街と化していた。補給を現地で略奪した物資で賄ってきた大陸軍は、ロシアの焦土作戦によりたちまち困窮していく事になる。後続の補給部隊は到着せず、兵が飢餓や疫病に苦しむ中、スモレンスクでの戦闘が始まる。ロシア軍は撤退するが、街は焼かれ物資の調達は出来なかった。しかしナポレオンは、更なる進軍を命ずるのだった。（前編）
モスクワまで進撃した大陸軍だったが、そこもまた無人の街だった。遂に退却を決意するナポレオンだったが、50万人の兵は3万人にまで数を減らし、遂には人間の死体を喰う者まで出てきた。更に、退却する大陸軍の行く手を、氷の解けたベレジナ川が阻んだ。ナポレオンは、川下で橋を修復する落伍兵をオトリにし、その上流で歩兵や車両を渡す為の橋を工兵に造らせる作戦を決行する。凍てつく川での工事に際し、何人もの工兵が犠牲になる中、橋は架けられる。しかし、ロシア軍が追いつき、砲撃を始めた為、ナポレオンは橋に火を放つ。橋は焼け落ち、2万人の兵士と軍に従ってきた3万人の民間人がロシアの地に取り残された。
ロシア遠征軍のうち、生還した者はわずかに数千人だった。無敵を誇った大陸軍は失われ、ナポレオン帝国は瓦解していく事となる。（後編）

## 登場人物
ビクトル
大陸軍の伍長。1812年のロシア遠征を、兵士の視点から語る人物として描かれる。外見や性格は『ナポレオン -獅子の時代-』アウステルリッツ編でのヴィクトルと似ている。
長期間従軍してきた古強者で、戦場で生きる術を熟知し、また自分達がオトリにされたと勘付いて重い武器を捨てて脱出する等、生き抜く才能に長けている。当初はナポレオンを「オヤジ」と呼んで慕い、その采配を信頼していたが、ロシア遠征における死者の多さに疑問を抱くようになる。
無理な進軍を強いるナポレオンを面罵し、超人的な強さを誇るルスタム・レザを相手に一歩も引かずに戦えるほどの胆力を持つ。「次に会えば殺す」と言われたレザの身を案じたり、レザから託された子供を育てると言ったりする等、奇人と評したレザを恐れながらも、奇妙な親愛感を抱いていた。
ナポレオン・ボナパルト
フランス皇帝。ロシア皇帝の挑発に乗り、ロシアと開戦する。物資を現地で略奪し、身軽に動く兵士による機動性を活かした作戦を得意としてきたが、焦土作戦とロシアの苛酷な環境により軍は壊滅的な打撃を受ける。
スモレンスクでの戦闘は戦死者無しとパリに報告すると言ったため、ビクトルの怒りを買う。退却に際し、落伍兵をオトリにし、また全ての兵が渡り終わる前に自ら橋に火を放って落す等、非情な決断も出来る苛烈な性格の人物として描かれる。
ルスタム・レザ
ナポレオンの奴隷。エジプト人で、「皇帝の番犬」と呼ばれる程、主人には忠実。剣技を得意とする。ベレジナ川の渡河の際、ロシア軍の砲撃を受け戦死。最期は民間人の孤児をビクトルに託して斃れる。
シェット
志願兵。頭にバンダナを巻いた若い男。婚約者がいたが、他の女性と関係を持ち、それが発覚する前に遠征軍に逃げ込んできた。スモレンスクでの戦闘で戦死する。
ベルティエ
大陸軍の将校。『ナポレオン -獅子の時代-』に登場するベルティエとは外見が異なる。
エブレ将軍
大陸軍の将校。工兵を指揮し、ベレジナ川を渡る為の橋を架ける。